# Теорема Кантора — Бернштейна — Шредера
Теорема Кантора — Бернштейна (також теорема Кантора — Бернштейна — Шредера), стосується теорії множин та стверджує, що якщо в множині A елементів не менше, ніж в множині B (тобто, якщо в множині A існує підмножина, рівнопотужна множині B), а в множині B елементів не менше, ніж в множині A, то насправді елементів порівну, тобто існує бієкція (взаємно однозначна відповідність) між множинами A та B. Тобто: що якщо існують ін'єктивні відображення
{\displaystyle f:A\to B} і {\displaystyle g:B\to A} між множинами
{\displaystyle A} і {\displaystyle B}, то існує бієкція
{\displaystyle h:A\to B}. Іншими словами, потужності множин {\displaystyle A} і {\displaystyle B} збігаються:
{\displaystyle |A|=|B|.}
Неформально, теорема стверджує наступне: Із {\displaystyle \alpha \leqslant \beta } і {\displaystyle \beta \leqslant \alpha }, випливає, що {\displaystyle \alpha } = {\displaystyle \beta }.
В даних нерівностях {\displaystyle \alpha } і {\displaystyle \beta } є кардинальними числами.

## Доведення
Нехай, без обмеження загальності, множини A та B не перетинаються. Для будь-яких a в A чи b в B, ми можемо сформувати унікальну двосторонню послідовність елементів, що поперемінно належать A та B, шляхом почергового застосування {\displaystyle f} та {\displaystyle g} йдучи вправо і {\displaystyle g^{-1}} та {\displaystyle f^{-1}} вліво (де вони визначені).
{\displaystyle \cdots \rightarrow f^{-1}(g^{-1}(a))\rightarrow g^{-1}(a)\rightarrow a\rightarrow f(a)\rightarrow g(f(a))\rightarrow \cdots }
Для будь-якого конкретного a, ця послідовність може припинитися в точці, де {\displaystyle f^{-1}} чи {\displaystyle g^{-1}} не визначені або не закінчуватися, якщо вони всюди визначені.
Назвемо таку послідовність (та усі її елементи) A-стопор, якщо вона зупиняється на елементі з A, чи B-стопор якщо вона зупиняється на елементі з B. Інакше, назвемо її подвійно безмежною, якщо всі елементи різні чи циклічною, якщо вони повторюються.
У силу того, що {\displaystyle f} та {\displaystyle g} є ін'єктивними функціями, кожен елемент a в A та b в B буде зустрічатися лише в одній такій послідовності, оскільки якщо б елемент зустрічався в двох послідовностях, всі елементи зліва і справа повинні були б бути однакові в обох з них, за визначенням.
У силу вище сказаного описані послідовності формують розбиття об'єднання множин A і B. Для A-стопора функція {\displaystyle f} є бієкцією між елементами множин A і B в цій послідовності. Для B-стопора функція {\displaystyle g} є бієкцією між елементами множин B і A в цій послідовності. Для подвійно безмежної чи циклічної послідовності можна використати будь-яку з двох функцій.

## Інше доведення
Нехай
{\displaystyle C_{0}=A\setminus g[B],\!}
і
{\displaystyle C_{n+1}=g[f[C_{n}]]\quad {\mbox{ for }}n\geqslant 0}
і
{\displaystyle C=\bigcup _{n=0}^{\infty }C_{n}.}
Тоді, для довільного {\displaystyle x\in A} візьмемо
{\displaystyle h(x)=\left\{{\begin{matrix}f(x)&\,\,{\mbox{if }}x\in C\\g^{-1}(x)&{\mbox{if }}x\not \in C\end{matrix}}\right.}
Якщо x не лежить в C, тоді x повинен бути в g[B] (образі множини B
під дією відображення g). І тоді існує g −1(x), і h коректно визначене взаємно однозначне відображення (бієкція).
Можна перевірити, що {\displaystyle h:A\to B} і є шукане взаємооднозначне відображення.
Зауважимо, що це визначення відображення h неконструктивне в тому сенсі, що не існує загального алгоритму визначення за скінченне число кроків для будь-яких заданих множин A, B і ін'єкцій f, g, чи лежить деякий елемент x множини A в множині C чи ні. Хоча для деяких окремих випадків, такий алгоритм існує.

## Історія
Як це часто буває в математиці, назва цієї теореми не правильно відображає її історію. Традиційна назва «Шредера-Бернштейна» ґрунтується на двох доказах, опублікованих в 1898 році незалежно один від одного. Кантора часто додають до назви тому, що він вперше сформулював теорему в 1895 році, в той час як ім'я Шредера часто опускається, тому що його доведення виявилося помилковим, а ім'я математика, який вперше довів це не пов'язано з теоремою взагалі.
Насправді, історія була більш складною:
- 1887 — Ріхард Дедекінд доводить теорему, але не публікує її.
- 1895 — Георг Кантор подає твердження теореми у своїй першій роботі з теорії множин.
- 1896 — Ернст Шредер оголосив про доведення теореми.
- 1897 — Фелікс Бернштейн, молодий студент подав своє доведення на семінарі Кантора.
- 1897 — Після візиту Бернштейна до Дедекінда, останній самостійно доводить теорему вдруге.
- 1898 — Доведення Бернштейна публікує Еміль Борель у своїй книзі про функції.

Обидва доведення Дедекінда обґрунтовуються в його науковій статті «Was sind und was sollen die Zahlen?».
{\displaystyle A\subset B\subset C\quad {\textrm {and}}\quad |A|=|C|\qquad \Rightarrow \qquad |A|=|B|=|C|}